# ريتشل هوغن
ريتشل هوغن (بالإنجليزية: Rachel Hogan)‏ هي عالمة رئيسيات وأحيائية وعالمة بيئة بريطانية، ولدت في 21 أبريل 1976 في برمنغهام في المملكة المتحدة.